# 烏場山
烏場山（からすばやま）は、千葉県南房総市と鴨川市との境界にある山である。標高266.6m。房総丘陵（嶺岡山地）の山の一つである。
岩崎元郎の新日本百名山の一峰に選ばれており、房総では人気のあるハイキングコースとなっている。昭和50年代に地元の「和田浦歩こう会」によりハイキングコースが整備され、昔、花嫁行列が通ったという言い伝えから、「花嫁街道」と名づけられている。山はマテバシイやスダジイ等の照葉樹林に覆われている。和田浦近辺は花の生産地で、山麓には冬でも花畑が広がる。もう一つのハイキングコースには黒滝と呼ばれる落差9mの房総半島では珍しい、１本滝がみられる。

## 主な登山ルート
- 花嫁街道 JR内房線和田浦駅-花嫁街道入口-経文石-じがい水-烏場山
- 花婿コース JR内房線和田浦駅-抱湖園-黒滝-金毘羅山-烏場山

いずれも、登り3時間・下り2時間程度。

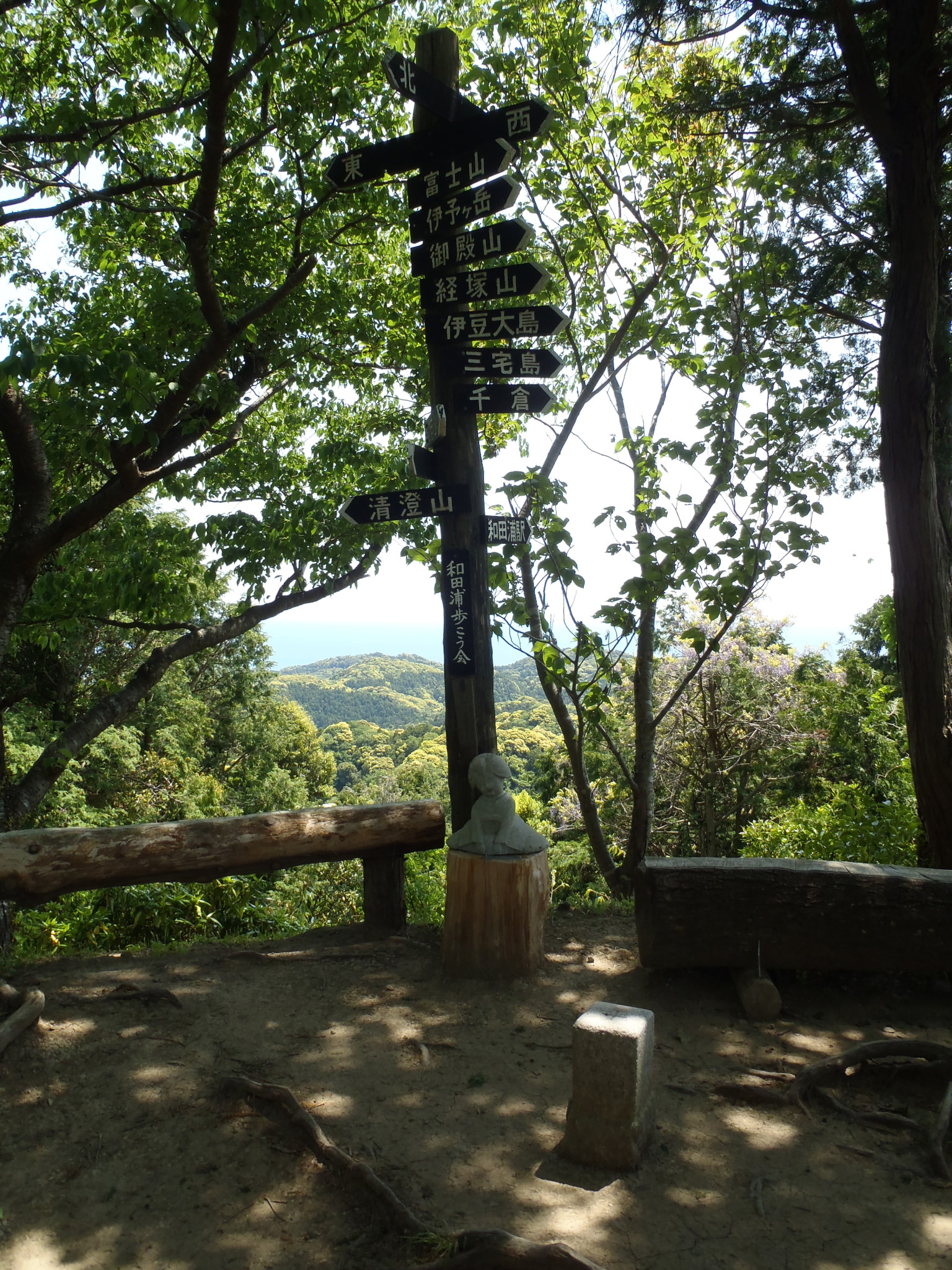
山頂
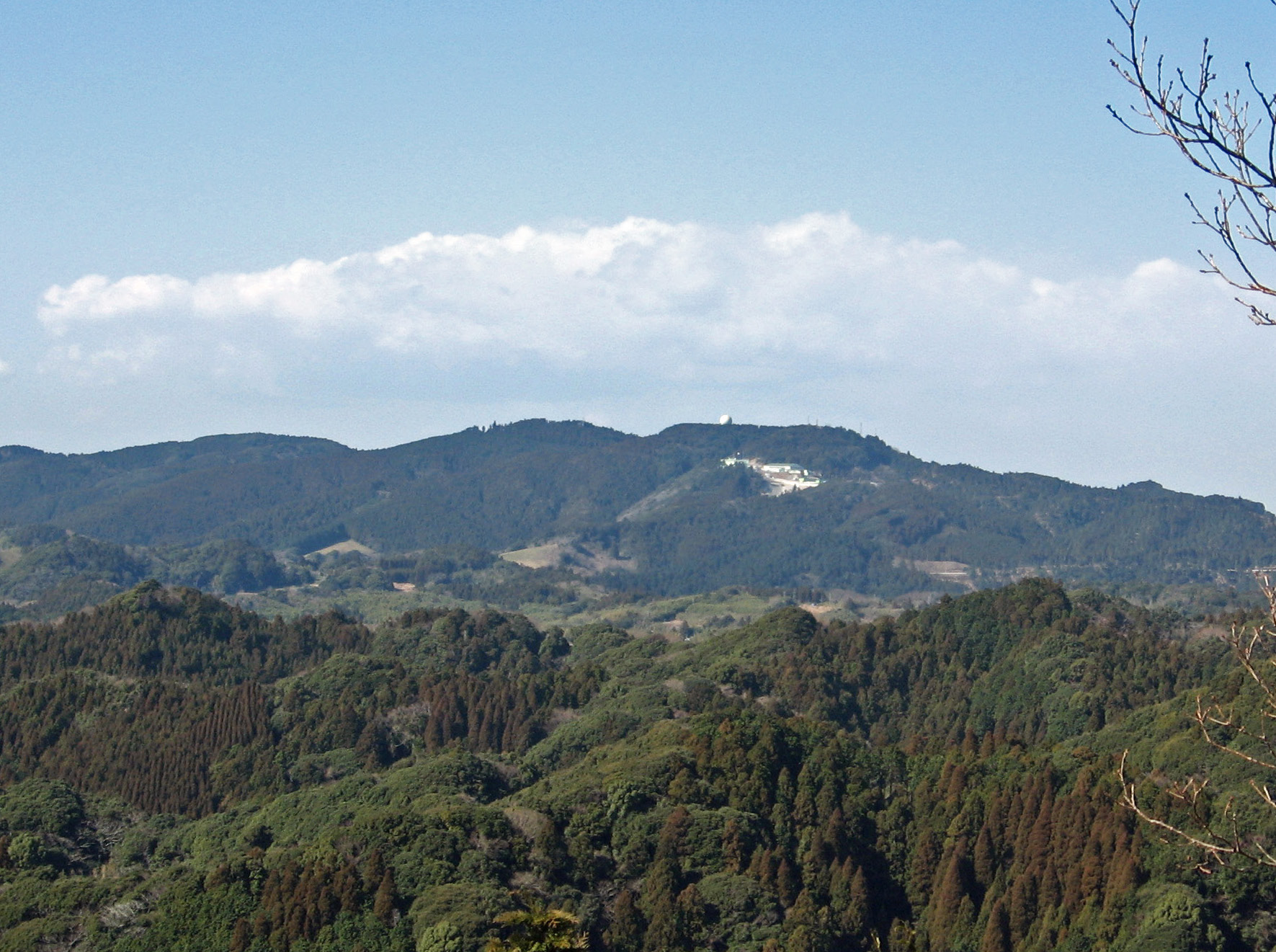
第三展望台より北西に嶺岡愛宕山を望む
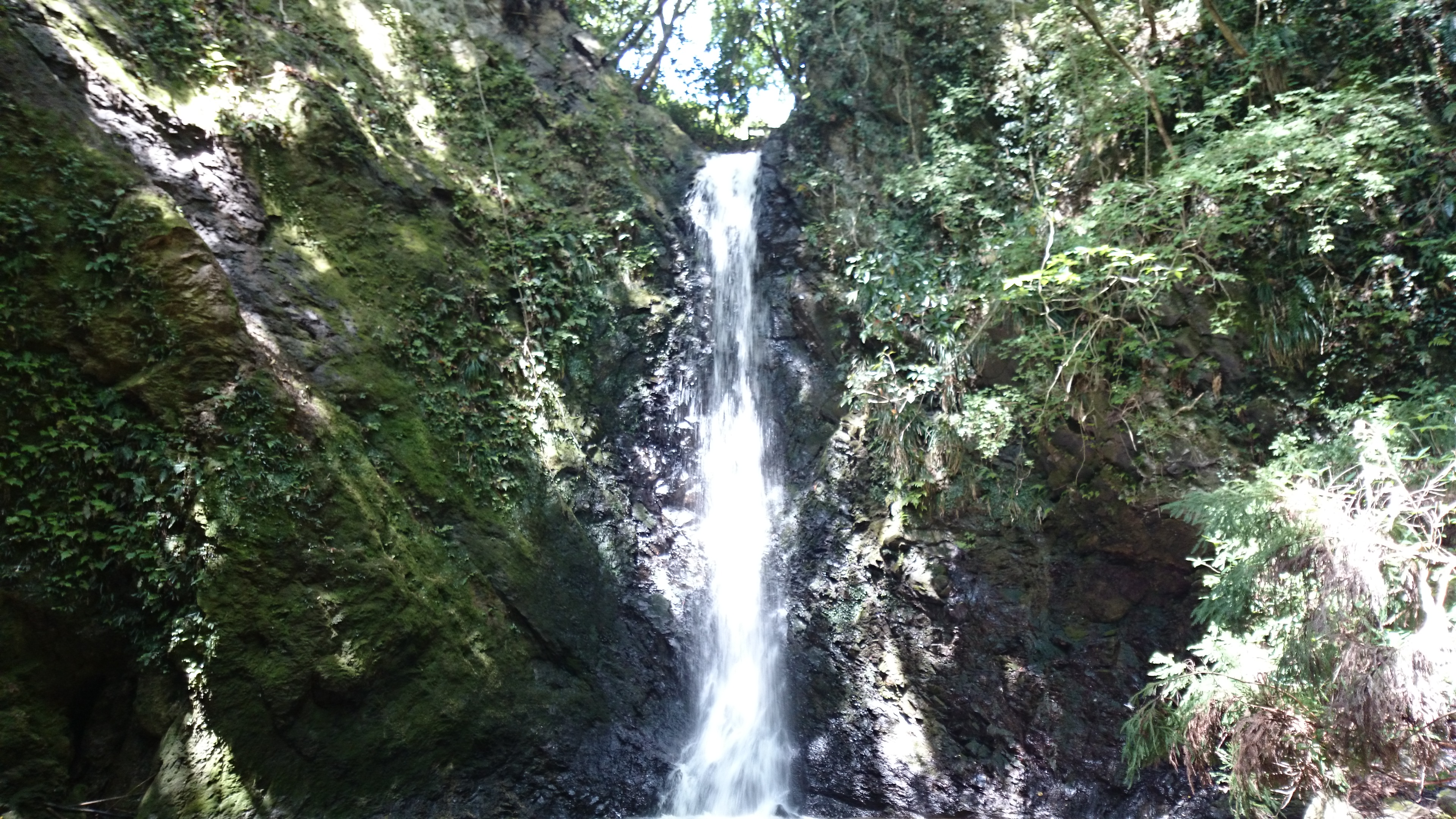
黒滝
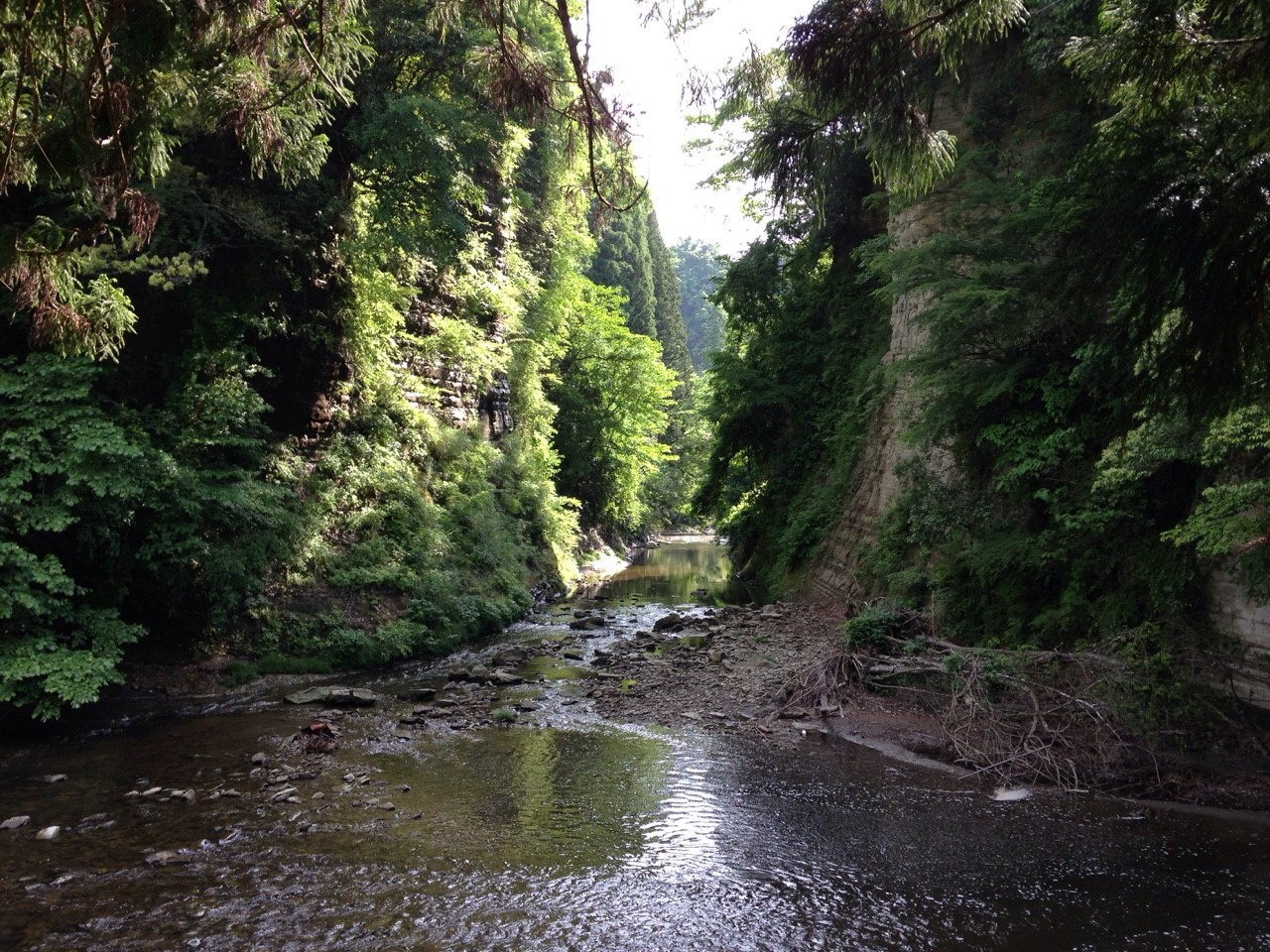
黒滝沿いにある渓谷
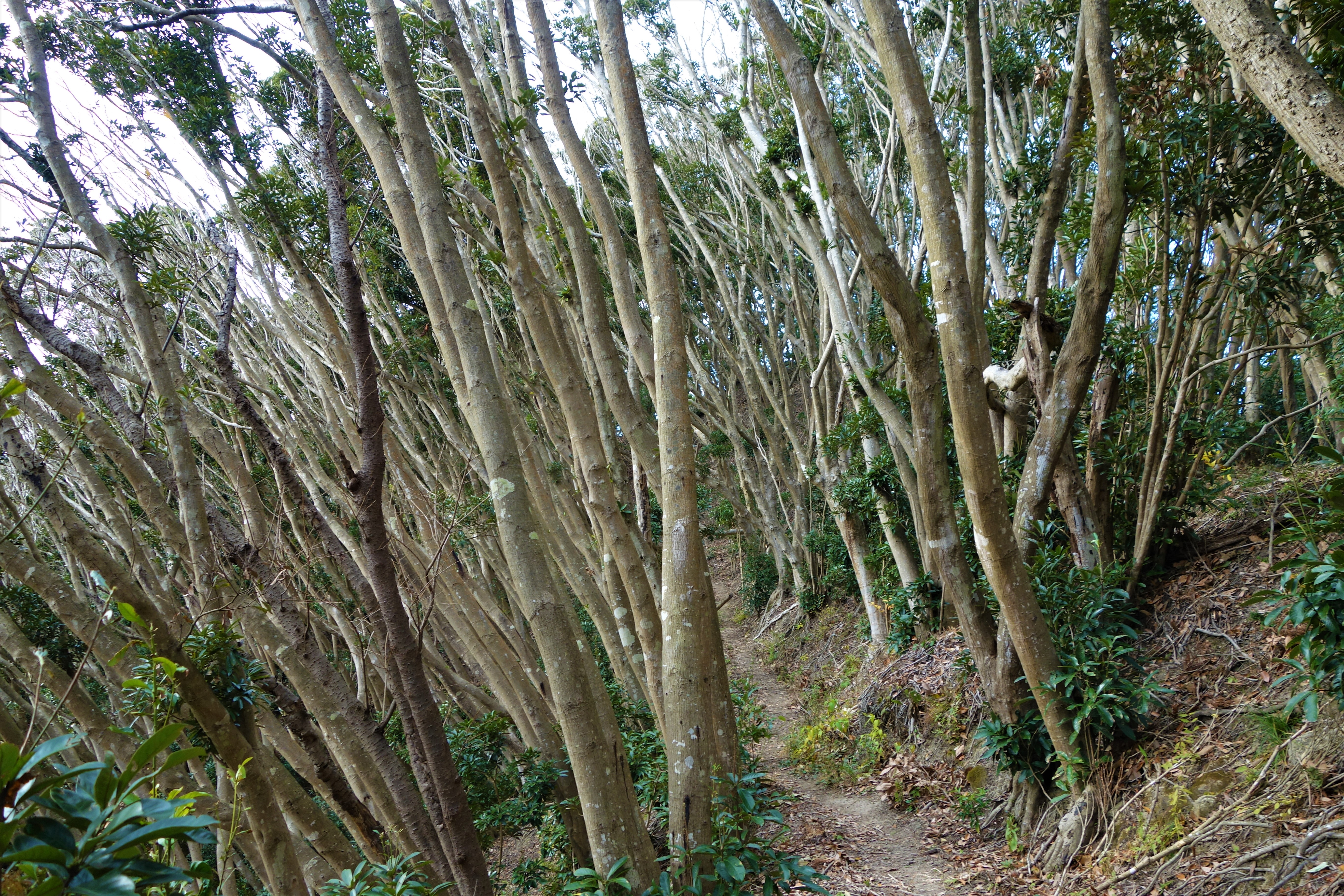
花嫁街道のマテバシイ林
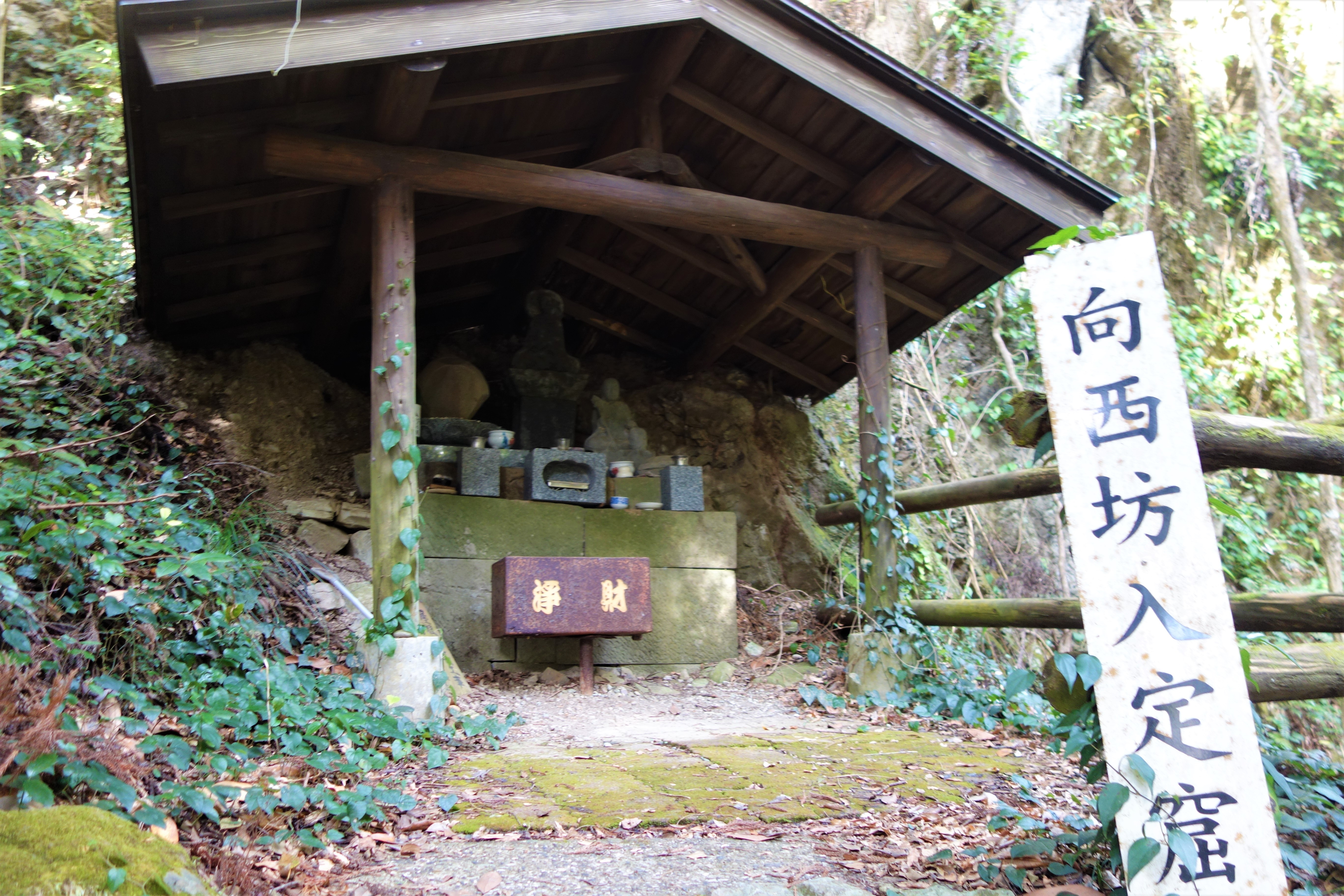
向西坊入定窟
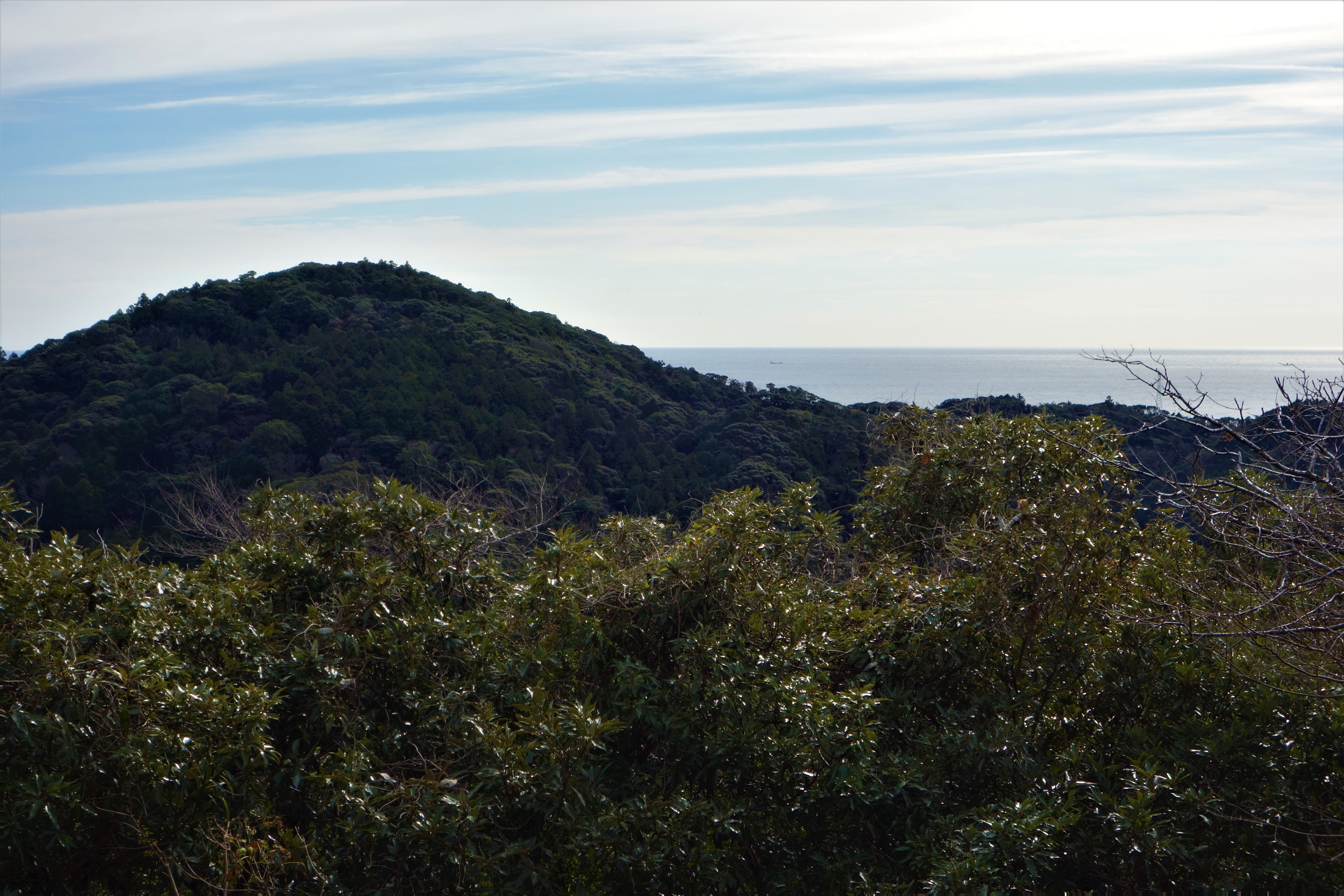
花婿コース見晴台からの江見大塚山と外房の海
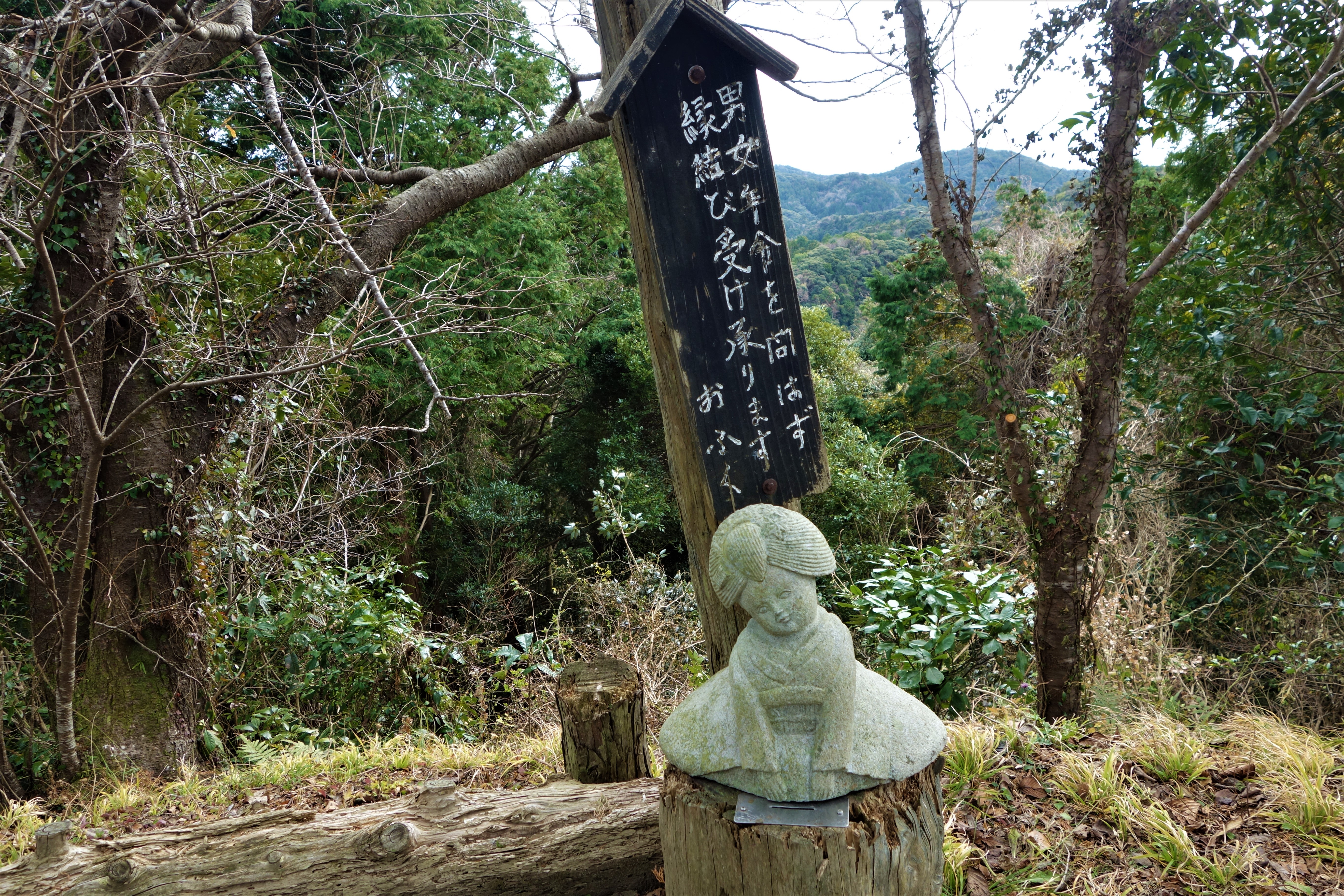
烏場山山頂に鎮座する縁結びの「おふくさん」